# Scorpaenopsis eschmeyeri
Scorpaenopsis eschmeyeri är en fiskart som beskrevs av Randall och Greenfield 2004. Scorpaenopsis eschmeyeri ingår i släktet Scorpaenopsis och familjen Scorpaenidae. Inga underarter finns listade i Catalogue of Life.